# Breteuil (Oise)
Breteuil (também conhecida como Breteuil-sur-Noye) é uma comuna francesa na região administrativa de Altos da França, no departamento de Oise. Estende-se por uma área de 17.27 km². Em 2010 a comuna tinha 4 359 habitantes (densidade: 252,4 hab./km²).